# عامل حمولة الركاب

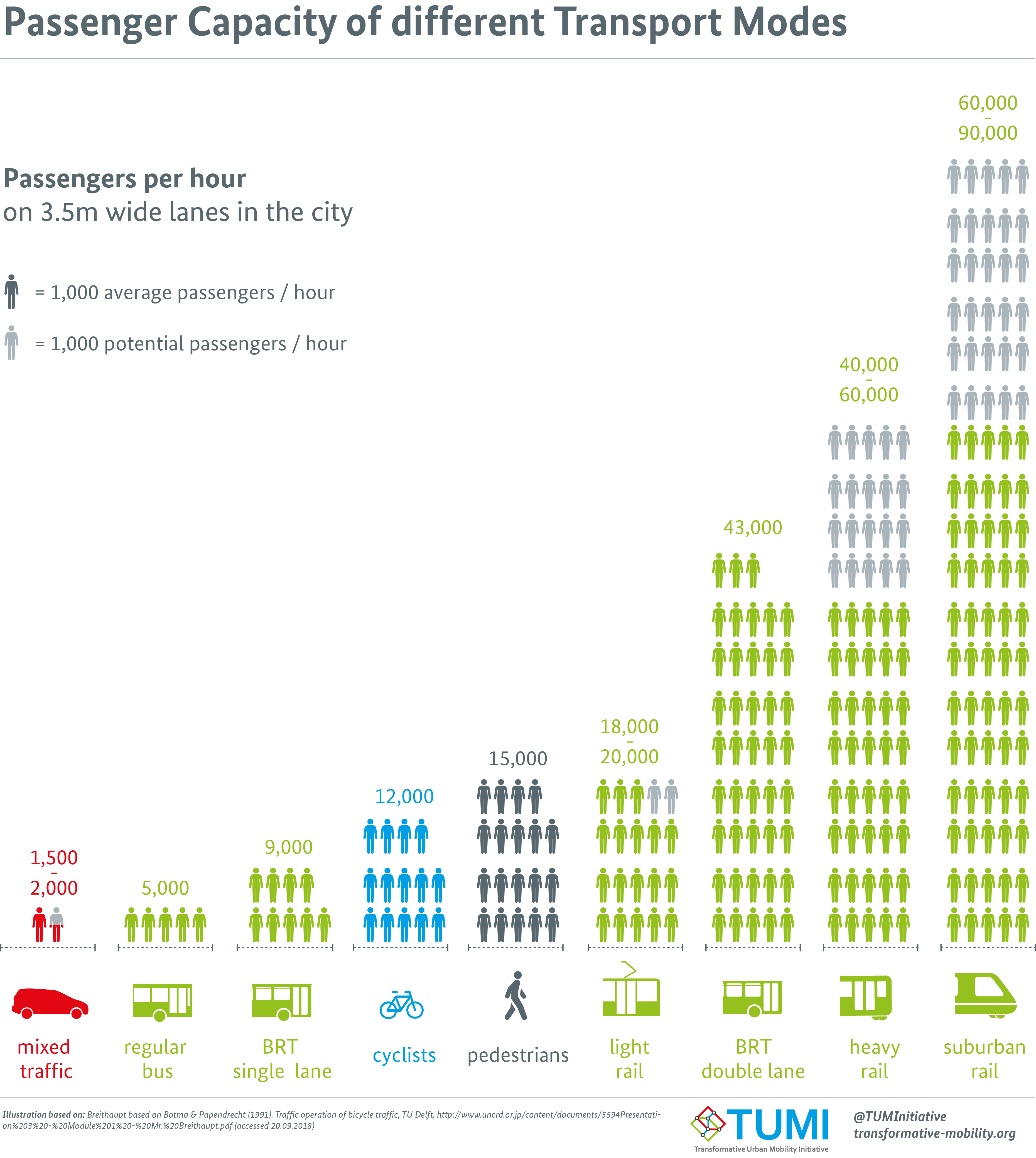
سعة الركاب في أوضاع النقل المختلفة

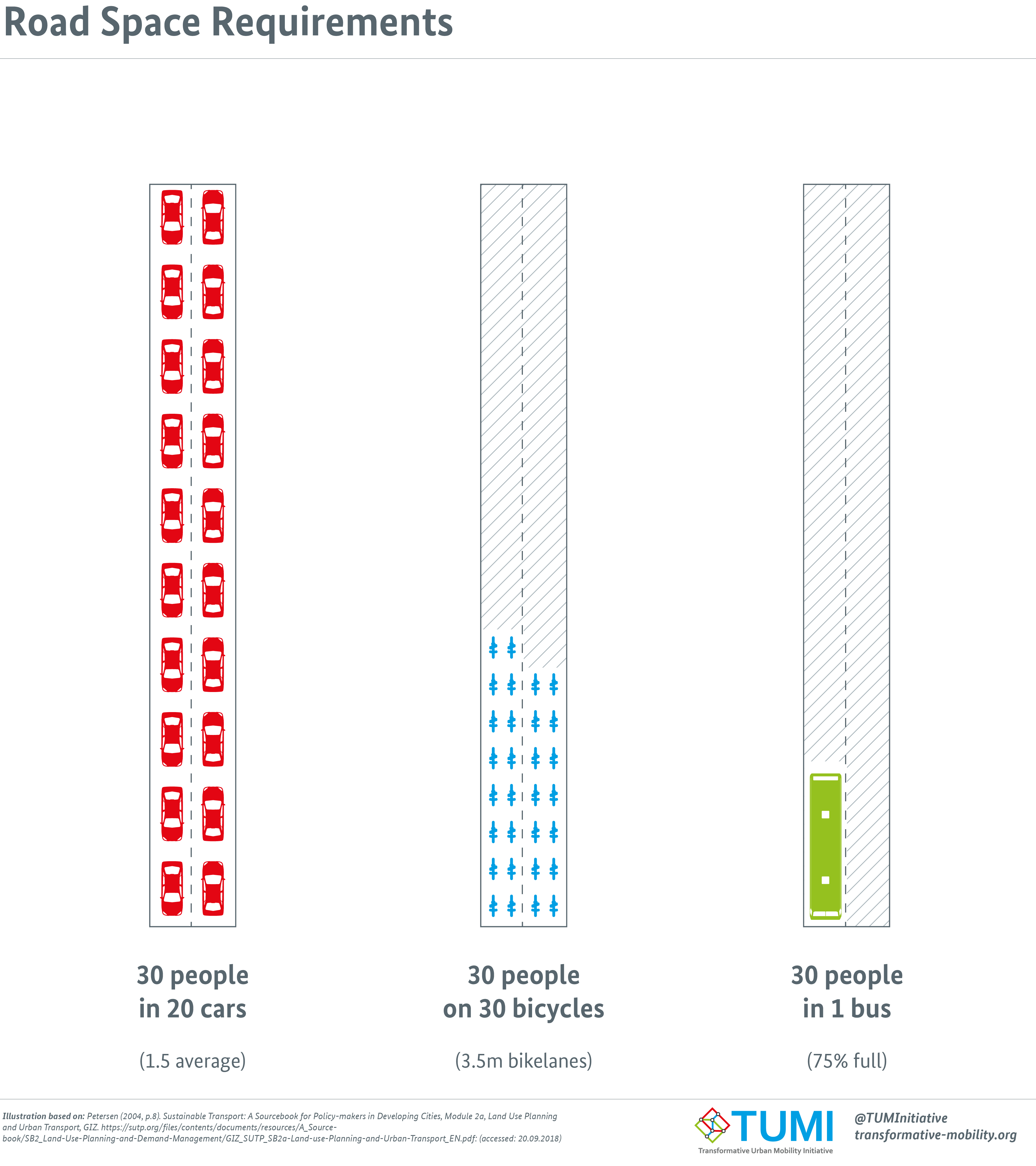
متطلبات مساحة الطريق

يقيس عامل حمولة الركاب، أو عامل الحمولة، الاستفادة من السعة لخدمات النقل العام مثل شركات الطيران، وسكك حديد الركاب، وخدمات الحافلات بين المدن. يتم استخدامه بشكل عام لتقييم مدى كفاءة مزود النقل في ملء المقاعد وتحقيق إيرادات من الأجرة.
وفقًا لاتحاد النقل الجوي الدولي، بلغ عامل التحميل العالمي لصناعة خطوط الطيران خلال عام 2015 79.7٪.

## ملخص
يعتبر عامل حمولة الركاب معلمة مهمة لتقييم أداء أي نظام نقل. تتمتع جميع أنظمة النقل تقريبًا بتكاليف ثابتة مرتفعة، ولا يمكن استرداد هذه التكاليف إلا من خلال بيع التذاكر. غالبًا ما تحسب شركات الطيران عامل الحمولة الذي ستتعادل عنده شركة الطيران؛ وهذا ما يسمى عامل تحميل التعادل (break-even load factor). عند عامل تحميل أقل من مستوى التعادل، ستخسر شركة الطيران أموالًا، يبنما ستسجل أرباحًا عندما يكون عامل تحميل أعلى.
يتحسن الأداء البيئي لأي وضع نقل مع زيادة عامل الحمولة. عادةً ما يكون وزن الركاب جزءًا صغيرًا من الوزن الإجمالي لأي مركبة نقل، لذا فإن زيادة عدد الركاب يغير الانبعاثات واستهلاك الوقود إلى درجة صغيرة فقط. نظرًا لأن المركبة محملة بشكل كبير، فإن الوقود المستهلك ينخفض لكل راكب، ويمكن أن تكون مركبات النقل المحملة بالكامل ذات كفاءة عالية في استهلاك الوقود.
يوصف التحميل الثقيل للغاية لمركبة النقل بأنه حمولة سحق. التحميل السحق هو مستوى تحميل مرتفع للغاية حيث يتم سحق الركاب ضد بعضهم البعض. في تعليقه في مايو 2017 على حادثة United Express Flight 3411، والتي تم فيها إبعاد أحد الركاب قسرًا، قال المستثمر وارن بافيت إن طلب الركاب على الرحلات الجوية الرخيصة أدى إلى عوامل حمولة عالية، مما أدى إلى «قدر لا بأس به من الانزعاج».

## مثال على الحساب
على وجه التحديد، فإن عامل الحمولة هو نسبة أبعاد المسافة المقطوعة للمسافرين إلى الكيلومترات المتوفرة. على سبيل المثال، لنفترض أنه في يوم معين، تقوم شركة طيران بخمس رحلات مجدولة، كل منها تسافر 200 كيلومتر ولديها 100 مقعد، وتبيع 60 تذكرة لكل رحلة. لحساب عامل الحمولة:
{\displaystyle {\frac {(5\ {\text{flights}})(200\ {\text{km/flight}})(60\ {\text{passengers}})}{(5\ {\text{flights}})(200\ {\text{km/flight}})(100\ {\text{seats}})}}={\frac {60,000\ {\text{passenger }}\cdot {\text{ km}}}{100,000\ {\text{seat }}\cdot {\text{ km}}}}=0.6=60\%}
وهكذا، خلال ذلك اليوم، قطعت شركة الطيران خلال ذلك اليوم 60.000 راكب-كيلومتر و 100.000 مقعد لكل كيلومتر، لعامل تحميل إجمالي قدره 60٪ (0.6).

## أنظر أيضا
- الأثر البيئي للنقل
- نقل مستدام

## روابط خارجية
- PLF (عامل تحميل الركاب)

قالب:Bus rapid transit